# اوراي

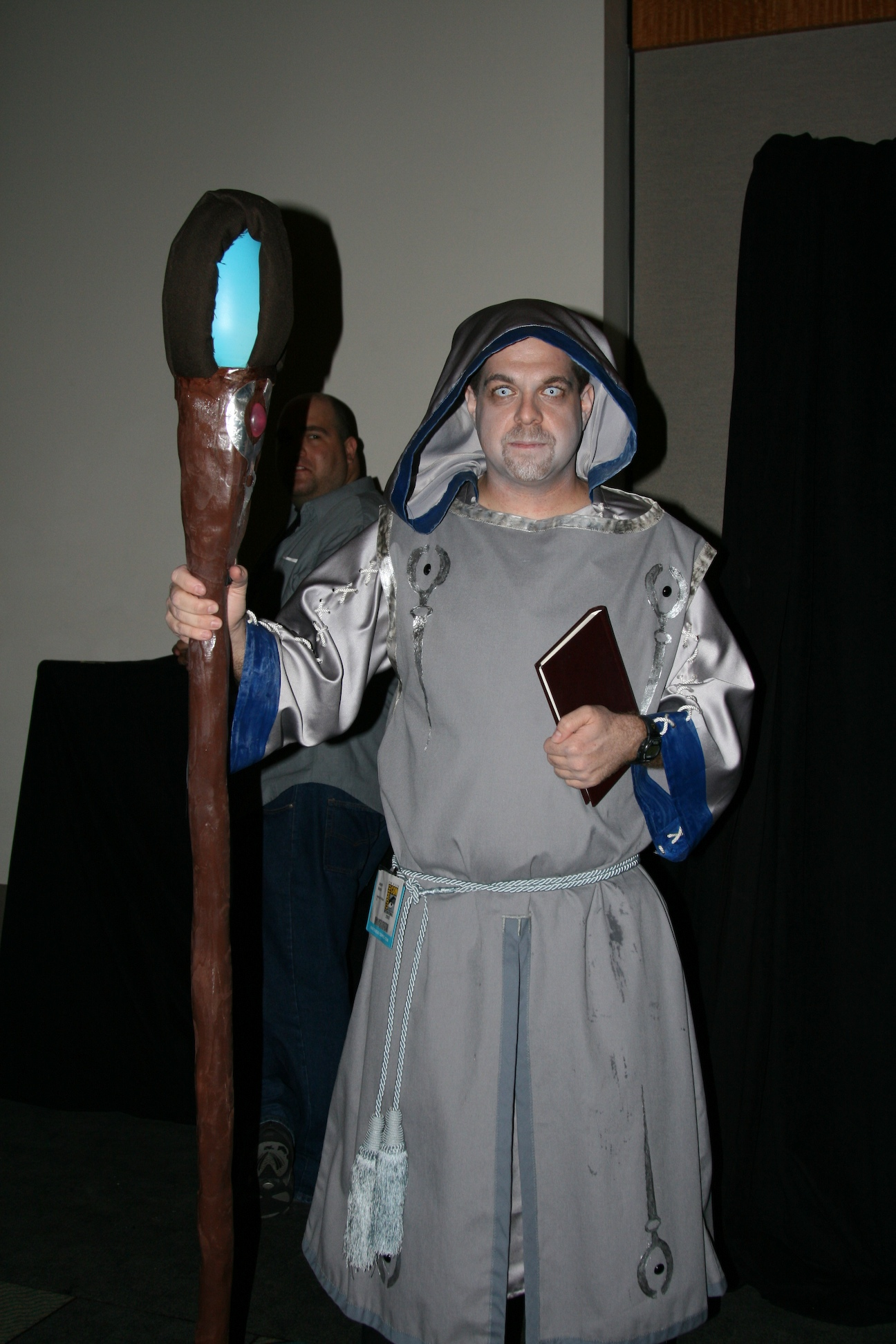

اوراي هم جنس خيالي في مسلسل الخيال العلمي ستارغيت إس جي 1، وهم عبارة عن مجموعة من البشر اكتشفوا منذ ملايين السنين طبقة اعلي من الوجود وذهبوا إليها، حيث يتواجدون على هيئة طاقة هناك. وبعد أن تحولوا لطاقة يختلفون فلسفياً مع ( Ancient ) القدماء حيث يعارض القدماء التدخل في شؤون البشر ويؤيد الأوراي استخدام طاقة البشر لزيادة قواهم، استخدم الاوراي قواهم الفوق طبيعية ومعرفتهم بالعديد من اسرار الكون لخداع البشر العاديين كي يعبدوهم كالهة حتى يتغذوا على طاقتهم ويصبحوا أقوى، وهؤلاء الذين يرفضونهم تتم ابادتهم على الفور.
ولدي الأوراي مجموعة من الرسل يسمون ( براير ) يرسلونهم عبر الستارغيت إلى الذين لا يؤمنون بهم، حتى يحاولوا اقناعهم بتقبل ( Origin ) كديانة، ولكن بسبب عدم تقبل البشر في درب التبانة لهم يقومون ببناء ستارغيت عملاقة في الفضاء تستمد طاقتها من الثقب الأسود حتى يرسلوا سفنهم إلى مجرة درب التبانة، ولكن يحاول الجافا و ( SG-1 ) ايقافهم وينجحون في المرة الأولى ولكن في المرة الثانية تعبر سفن جنود الأوراي عبر الستارغيت إلى درب التبانة .
ظهروا أول مرة في الموسم التاسع لاستبدال الغواؤلد كقوي الشر بالمسلسل.
قاموا بتاليف ديانة اسموها الأصل أو (Origin) ويعدون من يعبدونهم بـ(acendtion ) وهو أن يساعدوهم ليصلوا إلى البعد الذي يعيشون فيه، كما أن الاوراي لا يوفون بوعودهم فهم لا يساعدون أحداً للوصول إلي البعد الذي هم فيه حتى لا يضطروا لتقاسم قواهم معهم .